# Raubtier
Raubtier (que en alemán significa carnívoro/depredador) es una banda de metal industrial sueca surgida en Haparanda a lo largo del 2008. El nombre del grupo está inspirado en la película Predator y su estilo se acerca a bandas como Rammstein o Pain, sus letras están principalmente basadas en la guerra y están casi todas escritas en el idioma natal del grupo: el sueco. 
Actualmente cuentan con un total de tres discos de larga duración y un gran renombre en su país (llegando a ser teloneros de Sabaton durante su gira "World War Tour" durante diciembre de 2010 recoriendo gran parte de los países escandinavos), a pesar de numerosos cambios en su formación original.

## Discografía

### Álbumes
- Det Finns Bara Krig  - 2009
- Skriet Från Vildmarken  - 2010
- Från Norrland Till Helvetets Port - 2012
- Pansargryning - 2014
- Bestia Borealis (recopilatorio) - 2014
- Bärsärkagång - 2016
- Överlevare - TBA

### Sencillos
- Kamphund
- Achtung Panzer
- Världsherravälde
- Lebensgefahr
- K3
- Låt napalmen regna
- Sveriges elit
- Besten I Mig
- Qaqortoq
- Skjut, Gräv, Tig
- Innan Löven Faller
- Panzarmarsch
- Den Sista Kulan
- Botniablod
- Brännmärkt